# Begonia tigrina
Espèce
Begonia tigrina est une espèce de plantes de la famille des Begoniaceae. L'espèce fait partie de la section Jackia.
Elle a été décrite en 2005 par Ruth Kiew (1946-…).